# 叶羽時
叶羽 時（かのは とき、1992年9月25日 - ）は、元宝塚歌劇団月組の娘役。
兵庫県芦屋市、市立精道中学校出身。身長162cm。血液型B型。愛称は「とき」。

## 来歴
2008年、宝塚音楽学校入学。
2010年、宝塚歌劇団に96期生として入団。入団時の成績は15番。月組公演「THE SCARLET PIMPERNEL」で初舞台。その後、月組に配属。
2015年の「舞音」で新人公演初ヒロイン。
2019年12月28日、「I AM FROM AUSTRIA」東京公演千秋楽をもって、宝塚歌劇団を退団。
退団後は起業家として、女性のためのサロン「ステキLa.ra」を主宰。対面とオンラインでセミナーを開催している。

## 宝塚歌劇団時代の主な舞台

### 初舞台
- 2010年4 - 5月、月組『THE SCARLET PIMPERNEL（スカーレット ピンパーネル）』（宝塚大劇場）

### 月組時代
- 2010年6 - 7月、『THE SCARLET PIMPERNEL（スカーレット ピンパーネル）』（東京宝塚劇場）
- 2010年9 - 11月、『ジプシー男爵』『Rhapsodic Moon（ラプソディック・ムーン）』
- 2011年1月、『Dancing Heroes!』（バウホール）[5]
- 2011年3 - 5月、『バラの国の王子』『ONE』
- 2011年7 - 10月、『アルジェの男』 - 新人公演：教会の女（本役：妃乃あんじ）『Dance Romanesque（ダンス ロマネスク）』
- 2011年11 - 12月、『我が愛は山の彼方に』『Dance Romanesque（ダンス ロマネスク）』（全国ツアー）
- 2012年2月、『エドワード8世』『Misty Station』（宝塚大劇場のみ）[注釈 1]
- 2012年6 - 9月、『ロミオとジュリエット』
- 2012年10 - 11月、『愛するには短すぎる』『Heat on Beat!（ヒート オン ビート）』（全国ツアー）
- 2013年1 - 3月、『ベルサイユのばら-オスカルとアンドレ編-』 - 新人公演：幼少時代のオスカル（本役：咲妃みゆ）
- 2013年5月、『月雲（つきぐも）の皇子（みこ）』（バウホール） - 女鹿
- 2013年7 - 10月、『ルパン-ARSÈNE LUPIN-』『Fantastic Energy!』
- 2013年11 - 12月、『THE MERRY WIDOW』（ドラマシティ・日本青年館） - マルゴ
- 2013年12月、『月雲（つきぐも）の皇子（みこ）』（天王洲 銀河劇場） - 女鹿
- 2014年1月、『New Wave!-月-』（バウホール）
- 2014年3 - 6月、『宝塚をどり』『明日への指針 -センチュリー号の航海日誌-』 - 新人公演：コレット（本役：琴音和葉）『TAKARAZUKA 花詩集100!!』 - 少女、新人公演：蘭の女王（本役：愛希れいか）[5]
- 2014年7 - 8月、『THE KINGDOM』（日本青年館・ドラマシティ） - キャサリン[5]
- 2014年9 - 12月、『PUCK（パック）』 - マギー・メイ、新人公演：トレイシー（本役：早乙女わかば）『CRYSTAL TAKARAZUKA-イメージの結晶-』
- 2015年1 - 2月、『Bandito（バンディート）-義賊 サルヴァトーレ・ジュリアーノ-』（バウホール・日本青年館） - マウリッチャ・ボーノ[5]
- 2015年4 - 7月、『1789-バスティーユの恋人たち-』 - 新人公演：オランプ・デュ・ピュジェ（本役：早乙女わかば／海乃美月）[5]
- 2015年8 - 9月、『A-EN（エイエン） ARTHUR VERSION』（バウホール） - リリィ・ヒューストン
- 2015年11 - 2016年2月、『舞音-MANON-』 - 水の精霊／マノンの影、新人公演：マノン（本役：愛希れいか）『GOLDEN JAZZ』 新人公演初ヒロイン[5]
- 2016年3 - 4月、『激情』 - 花売り娘『Apasionado（アパショナード）!!III』（全国ツアー）
- 2016年6 - 9月、『NOBUNAGA〈信長〉-下天の夢-』 - 佐々成政の妻、新人公演：ねね（本役：早乙女わかば）『Forever LOVE!!』
- 2016年10月、『FALSTAFF』（バウホール） - 酒場の女
- 2017年1 - 3月、『グランドホテル』 - 電話交換手、新人公演：盲目の伯爵夫人（本役：憧花ゆりの）『カルーセル輪舞曲（ロンド）』
- 2017年4 - 5月、『瑠璃色の刻（とき）』（ドラマシティ・TBS赤坂ACTシアター） - コレット
- 2017年7 - 10月、『All for One』 - オランプ
- 2017年11 - 12月、『鳳凰伝』 - 女官（戌）『CRYSTAL TAKARAZUKA-イメージの結晶-』（全国ツアー）
- 2018年2 - 5月、『カンパニー-努力（レッスン）、情熱（パッション）、そして仲間たち（カンパニー）-』 - 受付嬢／グラビアアイドル『BADDY（バッディ）-悪党（ヤツ）は月からやって来る-』 - バッディーズ
- 2018年6 - 7月、『雨に唄えば』（TBS赤坂ACTシアター） - ゼルダ・サンダース
- 2018年8 - 11月、『エリザベート-愛と死の輪舞（ロンド）-』 - ヘレネ
- 2019年1月、『ON THE TOWN（オン・ザ・タウン）』（東京国際フォーラム） - ルーシー・シュミーラー
- 2019年3 - 6月、『夢現無双』 - 朱実『クルンテープ 天使の都』
- 2019年7 - 8月、『チェ・ゲバラ』（日本青年館・ドラマシティ） - ローラ
- 2019年10 - 12月、『I AM FROM AUSTRIA-故郷（ふるさと）は甘き調（しら）べ-』 - アンナ／ロミーの影 退団公演[6]

### 出演イベント
- 2016年11月、凪七瑠海ディナーショー『Evolution!』[8]